# Coupe de Suisse de football 1937-1938
Navigation
Édition précédente Édition suivante
La Coupe de Suisse 1937-1938 est la treizième édition de la Coupe de Suisse. Le Grasshopper Club Zurich remporte son sixième titre en battant en finale le Servette FC .

## Compétition

### Quarts de finale
Les quarts de finale ont lieu le 13 février 1938.
| Équipe 1             | Résultat | Équipe 2                |
| -------------------- | -------- | ----------------------- |
| FC La Chaux-de-Fonds | 1 - 2    | Grasshopper Club Zurich |
| Servette FC          | 2 - 1    | FC Granges              |
| Young Fellows Zurich | 7 - 2    | FC Saint-Gall           |
| FC Lugano            | 2 - 0    | Lausanne-Sports         |

### Demi-finales
Les demi-finales ont lieu le 5 mars 1938.
| Équipe 1             | Résultat | Équipe 2                |
| -------------------- | -------- | ----------------------- |
| Servette FC          | 5 - 4    | FC Lugano               |
| Young Fellows Zurich | 1 - 4    | Grasshopper Club Zurich |

### Finale
| 18 avril 1938 | Grasshopper Club Zurich | 2 - 2   | Servette FC | Stade du Wankdorf, Berne |                      |
|               |                         | (2 - 1) |             | Spectateurs : 18 000     | Spectateurs : 18 000 |

Match d'appui :
| 19 juin 1938 | Grasshopper Club Zurich | 5 - 1   | Servette FC | Stade du Wankdorf, Berne |                      |
|              |                         | (2 - 1) |             | Spectateurs : 15 000     | Spectateurs : 15 000 |